# Donghorn
Donghorn of Dodingehorn was oorspronkelijk een meander in het Reitdiep (deel van de vroegere Drentsche Aa) tussen de huidige wijken Kostverloren en Oranjewijk in de Nederlandse stad Groningen. Later was het de naam van een boerderij en gehucht nabij deze plek.
De naam Donghorn wordt voor het eerst genoemd in een oorkonde uit 1339. Dong staat niet voor 'mest' (als in 'mesthoek'), maar voor de mansnaam Doede of Dode en horn betekent "hoek". De Donghorn maakte een bijna haakse bocht naar het noorden. Vanaf de Donghorn werd waarschijnlijk in de 13e eeuw begonnen met de aanleg van het Reitdiep naar Dorkwerd (waar deze uitmondde in de Hunze). In die tijd lagen ten zuiden van de Donghorn de Noordhoen en de Zuidhoen (rondom de Hoensloot, het latere Hoendiep) en nog zuidelijker, richting Den Hoorn, lag toen de Pishorn. Ten noorden van de Donghorn vormde het Reitdiep de westgrens van de stadsvrijheid (het Gorecht). Ten westen lag de landstreek Lieuwerderwolde (Hoogkerk, Leegkerk en Dorkwerd) en ten zuidwesten het Tammingeland. Het gebied ten zuidwesten van de Donghorn vormde onderdeel van de Westerstadshamrik.
In 1842 werd de Hogeweg opgewaardeerd tot de Friesestraatweg, als hoofdverbinding naar Leeuwarden, waartoe de scherpe bocht sterk werd vergraven. Daarbij moesten ook enkele kalkovens het veld ruimen. Hierdoor bleef er ter plekke slechts een flauwe bocht over in het Reitdiep. De oude loop was enkel afgedamd en bleef bestaan tot ongeveer 1900 toen het westelijk deel ervan werd gedempt, zodat er zich bedrijven konden vestigen. Vanaf 1910 werd hier de wijk Kostverloren gebouwd, waarbij de Breitnerstraat over dit deel werd aangelegd. Het zuidelijk deel van de oorspronkelijke meander bleef bestaan en ligt min of meer in het verlengde van de Jan van Goyenstraat als zijtak van het Reitdiep. De boerderij Donghorn ten westzuidwesten van de meander werd in 1939 gesloopt om plaats te maken voor een woningbouwproject van woningbouwstichting Gruno. Een gedenkplaat uit 1939 tussen Gerard Doustraat 87 en 89 herinnert aan de sloop hiervan.